# Letecké nehody Korean Air
Článek popisuje nehody letadel korejské letecké společnosti Korean Air. Společnost Korean Air byla založena jako Korean Air Lines v roce 1962 a nahradila první korejské aerolinky Korean National Airlines. Velká část pilotů pocházela z řad bývalých válečných pilotů v korejské válce, kde bojovali po boku leteckých sil USA proti komunistické Severní Koreji. Právě této okolnosti bývá někdy přisuzován důvod poněkud vyššího počtu leteckých nehod, které zpočátku KAL postihovaly. Bývá na to také poukazováno v konspiračních teoriích, týkajících se letů KAL 902 a KAL 007. Nehody letounů Korean Air stály do roku 2000 život 715 lidí .

## 50. léta 20. století
- 16. únor 1958 – Během pravidelného vnitrostátního letu společnosti Korean National Airlines (předchůdce Korean Air) z Pusanu do Soulu (Douglas DC-3) ovládlo osm únosců letadlo a donutili jej letět do Pchjongjangu v Severní Koreji.[1] Poškození–žádné, Zranění-žádná, Mrtví-žádní, Drak letadla–odepsán

## 60. léta 20. století
- 11. prosinec 1969 – Pravidelný vnitrostátní let (NAMC YS-11-125) odlétající z Kangnungu do Soulu byl unesen do Pchjongjangu v Severní Koreji.[2] Poškození–několik během přistání, Zranění-žádná, Mrtví-žádní, Drak letadla–odepsán

## 70. léta 20. století
- 23. leden 1971 – Korean Air let 5212 (Fokker F27 Friendship 500) odlétající z Kangnungu do Soulu kdy se osamocený únosce pokusil ovládnout letadlo s ručními granáty. Fokker se zřítil na pláži nedaleko Sokcho. Únosce a druhý pilot zahynuli při explozi granátu.[3] Poškození–několik během přistání, Zranění-několikerá, Mrtví- 2 (jeden člen posádky, jeden únosce), Drak letadla–odepsán
- 2. srpen 1976 – (Boeing 707) nákladní let odlétající z Teheránu do Soulu kdy, při vzletu z ranveje 29, letadlo nevysvětlitelně nepostupovalo podle procedur a standardních předpisů o vzletu (Standard Instrument Departure – SID) a odbočilo doprava namísto provedení levé otočky. Dále pokračovalo až narazilo do pohoří ve výšce 2020 metrů (6,630 stop).[4] Poškození–kompletní destrukce, Zranění–bezpředmětné, Mrtví-5 (pět členů pětičlenné posádky letadla), Drak letounu–odepsán
- 20. duben 1978 – Korean Air let 902 (Boeing 707) odlétající z Paříže do Anchorage na Aljašce. Letadlo bylo 780 km od severního pólu, když kanadské úřady varovaly posádku, že jsou mimo kurz. Posádka změnila kurz, ale zhoršila situaci nastavením kurzu přímo přes Barentsovo moře a Sovětský vzdušný prostor. Letadlo bylo na začátku rozpoznáno Sovětskými protiletadlovými radary jako Boeing 747. Zastavit jej měly stíhačky Suchoj Su-15, které byly poslány. Když obě stíhačky letěly vedle Korejského dopravního letounu, Korejský kapitán zareagoval zpomalením letounu a zapnutím přistávacích světel. Nehledě na to bylo posádkám Su-15 nařízeno sestřelit letoun. Podle amerických zdrojů se sovětský pilot snažil několik minut přesvědčit své nadřízené zrušit útok na civilní dopravní letoun. Na základě dalšího potvrzení rozkazu byly vystřeleny dvě rakety P-60. První minula, ale druhá poškodila levé křídlo na několika místech a šrapnel poškodil trup letadla, což zapříčinilo rychlou dekompresi, která zabila dva pasažéry. Korejský pilot zahájil nouzový sestup na 5000 stop a vstoupil do mraků. Obě sovětské stíhačky ztratili korejské letadlo v mracích. Letadlo pokračovalo v nízké výšce, křižujíc poloostrov Kola při hledání příležitosti k přistání. Nakonec bylo sovětskými stíhači znovu objeveno a přinuceno přistát na led jezera Korpijärvi, nedaleko Kemu v Rusku. Všichni přeživší byli převezeni sovětskými vrtulníky do improvizované ubytovny. [5]. Kromě uvedené verze existuje i sovětsko/ruská verze, která tvrdí, že letoun se pohyboval v prostoru se zakázaným provozem nad vysoce citlivými vojenskými cíli, ignoroval výzvy a snažil se stíhačům uniknout. K plnění špionážních úkolů se při vyšetřování kapitán přiznal, poté, co se vrátil do Koreje, ale prohlásil, že přiznání bylo vynucené. Letoun byl z menší částí rozebrán a odvezen, zbytek se potopil při tání ledu. Poškození-několikerá, Zranění–několikerá, Mrtví-2 (dva ze 197 pasažérů), Drak letounu-odepsán

## 80. léta 20. století
- 19. listopad, 1980 – Let 015 (Boeing 747) odlétající z Anchorage na Aljašce do Soulu když letadlo zavadilo o zádržný násep na okraji letiště. Letadlo spadlo zpět na ranvej 14, částečně se rozlomilo a začalo hořet. [6] Poškození–letadlo kompletně rozlomeno, Zranění-několikerá, Mrtví- 15 (jeden na zemi, šest členů čtrnáctičlenné posádky, osm ze 198 pasažérů, Drak letounu–odepsán
- 1. září, 1983 – Let Korean Air 007 (Boeing 747-230B) odlétající z Anchorage do Soulu. V 5:00 ráno byl let naveden přímo ke Bethel VOR signální věži a pak na cestu Romeo 20. Pilot se neúmyslně odchýlil z nastaveného kurzu a minul signální věž Bethel o 12 mil severně. Zatímco přilétal k poloostrovu Kamčatka, kde se skrývalo šest sovětských bojových stíhaček MiG-23. Protože se u východu Kamčatky v té době nalézal velitelský letoun Spojených států Boeing RC-135, tak si mohli sověti myslet, že ozvěna letounu 747 na radaru je RC-135. Let opustil sovětský vzdušný prostor nad Ochotským mořem a stíhači se vrátili na svoji základnu. Míjející Nippi beacon (čtyři hodiny po vzletu), bylo letadlo 185 mil mimo kurz a letělo směrem na Sachalin. Dva sovětské stíhače Su-15 'Flagon' pobývaly u základny Dolinsk-Sokol. V 18:16 UTC let 007 znovu vstoupil do sovětského vzdušného prostoru. V 18:22, podruhé, sovětské velení přikázalo zničení cíle. Dvě rakety vzduch-vzduch byly vystřeleny jedním ze stíhačů a zasáhly Boeing v 18:26. Tlak v kabině byl ztracen a letadlo utrpělo poškození ovládání, jež zapříčinilo spirálový pád do moře. Událost byla odsouzena USA Reaganova administrativou jako úmyslný a bezohledný akt vraždy „dábelské říše“. [7] Vzhledem k naprosto mimořádnému zpolitizování celé nehody, absenci standardních vyšetřovacích postupů ze strany USA (zpočátku bylo letadlo pohřešováno, když naposled bylo přítomno na území USA), rozporům v důkazech, výpovědích i vzhledem k dalším souvislostem a podezřelým okolnostem, váže se k nehodě několik konspiračních teorií. Poškození – totální zničení letadla, Zranění – bezpředmětné, Mrtví – 269 (23 z 23 členů posádky, 246 ze 246 pasažérů), Drak letounu – odepsán
- 23. prosinec 1983 – Nákladní let 084 (McDonnell Douglas DC-10 ) z Anchorage na Aljašce do Los Angeles, během pojíždění v mlze byla Korejská posádka dezorientována a skončila na špatné ranveji. Během rozjezdu při vzletu se letoun čelně srazil s South Central Air letem 59, Piper Pa-31, který odlétal z ranveje 6L-24R pro let do Kenai na Aljašce. Devět osob z letadla South Central Air flight bylo zraněno. Let přejel ranvej o 1434 stop a skončilo 40 stop vpravo od středu prodloužené střední čáry. Federální vyšetřovatelé zjistili, že Korejský pilot selhal v následováni přijatých procedur během pojezdu, což zapříčinilo jeho dezorientaci při výběru ranveje. Pilot zároveň selhal nepoužitím kompasu pro kontrolu jeho pozice. Nakonec pilotovo rozhodnutí pokračovat ve vzletu i bez znalosti kde se nalézá zapříčinilo srážku. [8] Poškození–úplné zničení letadla, Zranění– bezpředmětné, Mrtví-0 (0 ze tří členů posádky), Drak letounu–odepsán
- 18. květen 1985 – (Boeing 727) ze Soulu do Čedžu, když byl osamělý únosce požadoval, aby byl odvezen do Severní Koreje. Následně byl únosce eliminován.[6] Poškození–bezpředmětné, Zranění–bezpředmětné, Mrtví-1 únosce, Drak letounu–bezpředmětné
- 29. listopad 1987 – Korean Air let 858 (Boeing 707-3B5C) z Abú Zabí do Bangkoku, 122 km (76.3 mil) severozápadně od Tavoye, Barma (v Andamanově moři) letadlo explodovalo a rozpadlo se. Vyšetřování ukázalo, že výbuch způsobila exploze bomby. Dva sabotéři vydávající se za pasažéry, kteří vystoupili Abú Zabí, zanechali v letadle vysílačku a láhev likéru obsahující skryté výbušniny v nadhlavní skřínce v řadě 7. Jižní Korea obvinila Kim Čong-ila, syna pozdějšího severokorejského vůdce Kim Ir-sena, z objednání této likvidace letu 858. Žádné přímé důkazy neukazovaly na spojení, ale severokorejská agentka Kim Hjon-hi přiznala položení bomby a uvedla, že operace byla nařízena Kim Čong-Ilem osobně.[9] Poškození–úplné zničení, Zranění–bezpředmětné, Mrtví-115 (11 z 11 členů posádky, 104 ze 104 pasažérů), Drak letounu–odepsán
- 27. červenec 1989 – Korean Air Flight 803 (McDonnell Douglas DC-10-30) z Džiddy do Tripolisu. Letadlo původně odletělo ze Soulu pro let do Tripolisu s mezipřistáními v Bangkoku a Džiddě. Viditelnost kolísala mezi 100-800 stopami a ranvej 27 ILS byla hlášena neobsloužitelná. Na následnou výzvu na onu ranvej 27 letadlo nedaleko za ranvejí, kde zasáhlo čtyři domy a několik aut.[10] Poškození–totální zničení, Zranění– mnohočetná, Mrtví- 79 (4 pozemní úmrtí, 3 z 18 členů posádky, 72 ze 181 pasažérů), Drak letounu–odepsán
- 25. listopad 1989 – (Fokker F-28 Fellowship 4000) na pravidelném letu ze Soulu do Ulsanu, způsobila nedostatečná předletová příprava ztrátu tahu při vzletu u motoru číslo jedna. Pilot ihned ztratil přímou kontrolu a přerušil vzlet. Bohužel přerušení přišlo natolik pozdě, že letadlo přejelo ranvej a prudce začalo hořet. Letadlo nebylo přístupné záchranářům, dokud nebyl oheň částečně uhašen.[9] Poškození–totální zničení, Zranění–mnohočetná, Mrtví-0, Drak letounu–odepsán

## 90. léta 20. století
- 13. červen 1991 – (Boeing 727) ze Čedžu do Tegu, letadlo provedlo přistání se zataženým podvozkem v Taegu. Posádka selhala při čtení checklistu přistávacích procedur a proto nezahájila spouštění podvozku. Následné vyšetřování ukázalo, že pilot nařídil druhému pilotovi vytáhnout pojistku z varovného systému, protože opakovala varování, že přistávací kola nejsou vytaženy, což jej "rozčilovalo a vyrušovalo" když se pokoušel přistát. S odpojeným varovným houkáním, korejský pilot přistál na ranveji a roztrhl břicho letadla po celé délce.[11] Poškození–totální zničení, Zranění–bezpředmětné, Mrtví-0, Drak letounu–odepsán
- 10. srpen 1994 – Let 2033 (Airbus A300) ze Soulu do Čedžu, letadlo přistávalo příliš rychle a dosedlo 1773 metrů za prahem ranveje. Letoun nemohl zastavit na zbývajících 1227 metrech ranveje při rychlosti 104 uzlů. Po zboření zdi letiště a místa stráže ve 30 uzlech začalo letadlo hořet.[11] Poškození–totální zničení, Zranění–bezpředmětné, Mrtví-0, Drak letounu–odepsán
- 22. září 1994 – Let 916F (Boeing 747) z Curichu do Pusanu. Osm dní předem letadlo zasáhlo prudké krupobití nad Elba. Letoun měl několikeré poškození krytu antény radaru, oken kokpitu a motorů, ale zvládlo doletět bezpečně do Curichu. Byly provedeny některé opravy, ale letoun potřeboval být poslán do Pusanu pro finální opravy. Boeing vypustil letadlo s některými vzletovými úpravami, jež zahrnovaly omezenou váhu na 70,000 liber a zvýšenými vzletovými rychlostmi pro V1, V2 a VR o 15, 17 a 14 uzlů každý. Letadlu byl povolen vzlet na ranveji 14. Po dlouhém vzletovém rozjezdu, kdy letoun vzlétl až na úplném konci ranveje začal pomalu stoupat. 900 metrů za ranvejí letadlo nadlétlo některé vyšší budovy o méně než 50 metrů. Následné vyšetřování ukázalo, že navzdory jasným instrukcím ke zredukování váhy, bylo letadlo personálem přeloženo na 86,700 liber.[12] Poškození–bezpředmětné, Zranění–bezpředmětné, Mrtví-0, Drak letounu–bezpředmětné
- 6. srpen, 1997 – Korean Air let 801 (Boeing 747-3B5) ze Soulu do Agany na Guamu, posádka se věnovala nočnímu přibližování ke ranveji 06L na Guamu. Let 801 klesal 800 stop pod předepsanou výškou, letadlo zavadilo ve výšce 650 stop o 709 stop vysokou horu Nimitz a zřítilo se do džungle v údolí, kde se rozlomilo a začalo hořet. Následná vyšetřování odhalilo kapitánovu nepřesnost ve výpočtu přibližování a selhání prvního důstojníka nedostatečně efektivním monitorováním a překontrolováním kapitánových výpočtů, což mělo za přímý následek tuto havárii. Přispívajícími činitelé byly kapitánova únava a neadekvátní školení posádky Korean Air.[13] Poškození–totální zničení, Zranění–mnohočetná/několikerá, Mrtví-228 (22 ze 23 členů posádky, 206 ze 231 pasažérů), Drak letounu–odepsán[14]
- 5. srpen, 1998 – Let 8702 (Boeing 747) z Tokia do Soulu. Letadlo odletělo z Tokia v 16:50 směrem do, kde mělo podle letového řádu přistát 19:20. Nepříznivé počasí v Soulu donutilo posádku odklon na letiště do Čedžu. Letadlo vzlétlo z Čedžu ve 21:07 směřujíce do Soulu. Při přistání v Soulu, 747 několikrát poskočila a sklouzla 100 metrů z ranveje, kde zastavila na trávě.[11] Poškození–kompletní zničeni letadla, Zranění–lehká, Mrtví-0, Drak letounu–odepsán
- 15. březen, 1999 – Korean Air let 1533(McDonnell Douglas MD-83) ze Soulu do Pchohangu. Počasí v Pchohangu bylo špatné se sníženou viditelností a nárazovitými větry o rychlosti 25 uzlů. Pilotovi se nepodařil první pokus přistát. Při druhém pokusu letadlo dosedlo, ale přejelo ranvej. Letadlo dostalo smyk skrz 10 antén chráněných ostnatým drátem a zastavilo se o násyp. Přistávání zlomilo trup letadla napůl.[15] Poškození–kompletní zničení letadla, Zranění–několikerá, Mrtví-0, Drak letounu–odepsán
- 15. duben, 1999 – Korean Air nákladní let 6316 (McDonnell Douglas MD-11) ze Šanghaje do Soulu vzlétl navzdory opakovaným nepochopením a nedorozuměním korejského druhého pilota s věží a hlavním pilotem. Stroj vystoupal do výšky 4,500 stop a kapitán obdržel dvě chybné potvrzovací odpovědi do prvního důstojníka, že je potřeba být ve výšce 1,500 stop, což znamenalo, že bylo letadlo o 3,000 stop výše. Poté kapitán zatlačil do ovládání prudce dopředu, majíce za následek prudké klesání. Nebyl však schopen letadlo vyrovnat a tak se letadlo zřítilo do průmyslové zóny 10 km (6 mil) jihozápadně od mezinárodního letiště Shanghai Hongqiao. Při dopadu letadlo zasáhlo ubytovací zařízení pro přistěhovatelské dělníky a explodovalo.[13][16] Poškození–kompletní zničení letadla, Zranění–37 na zemi, Mrtví-8 (tři členové posádky, pět na zemi), Drak letounu–odepsán
- 22. prosinec, 1999 – Korean Air nákladní let 8509 (Boeing 747-2B5F z Londýna do Milána. Posádka navedla letoun proti zemi za zvuku několikerých výstražných audio varování. Následná vyšetřování odhalila, že piloti adekvátně nereagovali na varování během stoupání při vzletu a navzdory upozornění od letového inženýra. Velící pilot obsluhující levý panel naklonil letadlo přibližně o 90 stupňů a nebyl na žádném ze vstupů proveden žádný úkon ke srovnání výšky během otočky. První důstojník buď nemonitoroval výšku letounu během otočky při stoupání, nebo pokud tak učinil, neupozornil velícího o extrémně nebezpečné výšce, která se vznikala a velící věž v na letišti London/Stansted mělo špatné údaje. Vyšetřování zároveň mezi jinými věcmi doporučilo aby byly školící materiály a bezpečnostní vzdělání u Korean Air upraveny, aby odpovídaly “unikátní” Korejské kultuře.[17] Poškození–kompletní zničení stroje, Zranění–bezpředmětná, Mrtví-4 (čtyři ze čtyř členů posádky), Drak letounu–odepsán

## Po roce 2000
- 11. září, 2001 – Korean Air let 85 ze Soulu do Anchorage na Aljašce, s pokračováním až na mezinárodního letiště Johna F. Kennedyho v New Yorku byl zastaven americkými a kanadskými stíhači a byl eskortován na mezinárodní letiště Whitehorse během Operace žlutá stuha, která následovala po teroristických útocích v tento den, kvůli dalším možným únosům. Tohoto letu se to však netýkalo. Letoun měl nedostatek paliva a byly zde komunikační problémy podle tiskových mluvčí letiště. Po přistání letadla, svědci uvedli, že královská kanadská jízdní policie rozkázala s namířenými zbraněmi posádce opustit stroj. Celý incident byl prý způsoben špatným nastavením odpovídače.
- 6. leden 2007 – Korean Air let 769 ze Soulu to Akita, Japonsko, přistál na volné pojezdové dráze namísto zamýšlené ranveje 10, která byla jedinou přistávací dráhou letiště. Boeing 737-900 se 124 cestujícími a 9 členy posádky přistál bez jakéhokoliv poškození nebo zranění.[18]